# Bruno Soares
Bruno Fraga Soares (phát âm tiếng Bồ Đào Nha: [ˈbɾunu soˈaɾis]; sinh ngày 27 tháng 2 năm 1982 ở Belo Horizonte) là một vận động viên quần vợt chuyên nghiệp đến từ Brasil. Thứ hạng đánh đơn ở cấp độ ATP Tour của anh là vị trí số 221 trên thế giới, khi anh đạt được vào Tháng 3 năm 2004. Sở trường ở nội dung đôi, thứ hạng đánh đôi cao nhất của anh là vị trí số 2 trên thế giới, khi anh đạt được vào Tháng 10 năm 2016. Sau nhiều lần nỗ lực, vào chung kết Giải quần vợt Mỹ Mở rộng 2012 và vào bán kết Giải quần vợt Pháp Mở rộng 2013 và 2008, Soares đã có được danh hiệu Grand Slam đầu tiên tại Giải quần vợt Úc Mở rộng 2016, với Jamie Murray và sau đó họ đã có danh hiệu đôi nam thứ hai tại Giải quần vợt Mỹ Mở rộng 2016. Anh cũng đã giành được ba danh hiệu Grand Slam tại nội dung đôi nam nữ, 2 tại Giải quần vợt Mỹ Mở rộng, năm 2012 và năm 2014, và 1 tại Giải quần vợt Úc Mở rộng năm 2016. Anh là vận động viên quần vợt người Brasil thứ ba đã có được danh hiệu này, sau Maria Bueno và Thomaz Koch.

## Các trận chung kết quan trọng

### Chung kết Grand Slam

#### Đôi: 3 (2 danh hiệu, 1 á quân)
| Kết quả | Năm  | Giải đấu   | Mặt sân | Đồng đội       | Đối thủ                                    | Tỉ số         |
| ------- | ---- | ---------- | ------- | -------------- | ------------------------------------------ | ------------- |
| Á quân  | 2013 | Mỹ Mở rộng | Cứng    | Alexander Peya | Leander Paes Radek Štěpánek                | 1–6, 3–6      |
| Vô địch | 2016 | Úc Mở rộng | Cứng    | Jamie Murray   | Daniel Nestor Radek Štěpánek               | 2–6, 6–4, 7–5 |
| Vô địch | 2016 | Mỹ Mở rộng | Cứng    | Jamie Murray   | Pablo Carreño Busta Guillermo García-López | 6–2, 6–3      |

#### Đôi nam nữ: 4 (3 danh hiệu, 1 á quân)
| Kết quả | Năm  | Giải đấu   | Mặt sân | Đồng đội           | Đối thủ                           | Tỉ số                   |
| ------- | ---- | ---------- | ------- | ------------------ | --------------------------------- | ----------------------- |
| Vô địch | 2012 | Mỹ Mở rộng | Cứng    | Ekaterina Makarova | Květa Peschke Marcin Matkowski    | 6–7(8–10), 6–1, [12–10] |
| Á quân  | 2013 | Wimbledon  | Cỏ      | Lisa Raymond       | Kristina Mladenovic Daniel Nestor | 7–5, 2–6, 6–8           |
| Vô địch | 2014 | Mỹ Mở rộng | Cứng    | Sania Mirza        | Abigail Spears Santiago González  | 6–1, 2–6, [11–9]        |
| Vô địch | 2016 | Úc Mở rộng | Cứng    | Elena Vesnina      | Coco Vandeweghe Horia Tecău       | 6–4, 4–6, [10–5]        |

### Chung kết Masters 1000

#### Đôi: 9 (2 danh hiệu, 7 á quân)
| Kết quả   | Năm  | Giải đấu             | Mặt sân  | Đồng đội           | Đối thủ                             | Tỉ số            |
| --------- | ---- | -------------------- | -------- | ------------------ | ----------------------------------- | ---------------- |
| Á quân    | 2011 | Monte Carlo Masters  | Đất nện  | Juan Ignacio Chela | Bob Bryan Mike Bryan                | 3–6, 2–6         |
| Runner-up | 2013 | Madrid Open          | Đất nện  | Alexander Peya     | Bob Bryan Mike Bryan                | 2–6, 3–6         |
| Vô địch   | 2013 | Rogers Cup           | Cứng     | Alexander Peya     | Andy Murray Colin Fleming           | 6–4, 7–6(7–4)    |
| Á quân    | 2013 | Paris Masters        | Cứng (i) | Alexander Peya     | Bob Bryan Mike Bryan                | 3–6, 3–6         |
| Á quân    | 2014 | Indian Wells Masters | Cứng     | Alexander Peya     | Bob Bryan Mike Bryan                | 4–6, 3–6         |
| Vô địch   | 2014 | Rogers Cup           | Cứng     | Alexander Peya     | Ivan Dodig Marcelo Melo             | 6–4, 6–3         |
| Á quân    | 2016 | Monte Carlo          | Đất nện  | Jamie Murray       | Pierre-Hugues Herbert Nicolas Mahut | 6–4, 0–6, [6–10] |
| Á quân    | 2016 | Rogers Cup           | Cứng     | Jamie Murray       | Ivan Dodig Marcelo Melo             | 4–6, 4–6         |
| Á quân    | 2017 | Cincinnati Masters   | Cứng     | Jamie Murray       | Pierre-Hugues Herbert Nicolas Mahut | 6–7(6–8), 4–6    |

## Chung kết sự nghiệp ATP

### Đôi: 54 (27 danh hiệu, 27 á quân)
| Chú thích                         |
| --------------------------------- |
| Giải Grand Slam (2–1)             |
| ATP World Tour Finals (0–0)       |
| ATP World Tour Masters 1000 (2–7) |
| ATP World Tour 500 Series (8–5)   |
| ATP World Tour 250 Series (15–14) |

| Chung kết theo mặt sân |
| ---------------------- |
| Cứng (15–15)           |
| Đất nện (7–8)          |
| Cỏ (5–4)               |
| Thảm (0–0)             |

| Danh hiệu theo lắp đặt |
| ---------------------- |
| Ngoài trời (19–25)     |
| Trong nhà (8–2)        |

| Kết quả | T-B   | Ngày             | Giải đấu                                             | Thể loại      | Mặt sân  | Đồng đội           | Đối thủ                                    | Tỉ số                       |
| ------- | ----- | ---------------- | ---------------------------------------------------- | ------------- | -------- | ------------------ | ------------------------------------------ | --------------------------- |
| Win     | 1–0   | Th6 năm 2008     | Nottingham Open, United Kingdom                      | International | Grass    | Kevin Ullyett      | Jeff Coetzee Jamie Murray                  | 6–2, 7–6(7–5)               |
| Loss    | 1–1   | Th8 năm 2008     | Washington Open, United States                       | International | Hard     | Kevin Ullyett      | Marc Gicquel Robert Lindstedt              | 6–7(6–8), 3–6               |
| Loss    | 1–2   | Th8 năm 2009     | New Haven Open, United States                        | 250 Series    | Hard     | Kevin Ullyett      | Julian Knowle Jürgen Melzer                | 4–6, 6–7(3–7)               |
| Win     | 2–2   | Th10 năm 2009    | Stockholm Open, Sweden                               | 250 Series    | Hard (i) | Kevin Ullyett      | Simon Aspelin Paul Hanley                  | 6–4, 7–6(7–4)               |
| Loss    | 2–3   | Th1 năm 2010     | Auckland Open, New Zealand                           | 250 Series    | Hard     | Marcelo Melo       | Marcus Daniell Horia Tecău                 | 5–7, 4–6                    |
| Win     | 3–3   | tháng 5 năm 2010 | Open de Nice Côte d'Azur, France                     | 250 Series    | Clay     | Marcelo Melo       | Rohan Bopanna Aisam-ul-Haq Qureshi         | 1–6, 6–3, [10–5]            |
| Loss    | 3–4   | Th8 năm 2010     | Swiss Open, Switzerland                              | 250 Series    | Clay     | Marcelo Melo       | Johan Brunström Jarkko Nieminen            | 3–6, 7–6(7–4), [9–11]       |
| Loss    | 3–5   | Th9 năm 2010     | Open de Moselle, France                              | 250 Series    | Hard (i) | Marcelo Melo       | Dustin Brown Rogier Wassen                 | 3–6, 3–6                    |
| Win     | 4–5   | Th2 năm 2011     | Chile Open, Chile                                    | 250 Series    | Clay     | Marcelo Melo       | Łukasz Kubot Oliver Marach                 | 6–3, 7–6(7–3)               |
| Win     | 5–5   | Th2 năm 2011     | Brasil Open, Brazil                                  | 250 Series    | Clay     | Marcelo Melo       | Pablo Andújar Daniel Gimeno Traver         | 7–6(7–4), 6–3               |
| Loss    | 5–6   | Th2 năm 2011     | Mexican Open, Mexico                                 | 500 Series    | Clay     | Marcelo Melo       | Victor Hănescu Horia Tecău                 | 1–6, 3–6                    |
| Loss    | 5–7   | Th4 năm 2011     | Monte-Carlo Masters, Monaco                          | Masters 1000  | Clay     | Juan Ignacio Chela | Bob Bryan Mike Bryan                       | 3–6, 2–6                    |
| Loss    | 5–8   | Th10 năm 2011    | Stockholm Open, Sweden                               | 250 Series    | Hard (i) | Marcelo Melo       | Rohan Bopanna Aisam-ul-Haq Qureshi         | 1–6, 3–6                    |
| Win     | 6–8   | Th2 năm 2012     | Brasil Open, Brazil (2)                              | 250 Series    | Clay (i) | Eric Butorac       | Michal Mertiňák André Sá                   | 3–6, 6–4, [10–8]            |
| Loss    | 6–9   | Th7 năm 2012     | Swedish Open, Sweden                                 | 250 Series    | Clay     | Alexander Peya     | Robert Lindstedt Horia Tecău               | 3–6, 6–7(5–7)               |
| Win     | 7–9   | Th9 năm 2012     | Malaysian Open, Malaysia                             | 250 Series    | Hard (i) | Alexander Peya     | Colin Fleming Ross Hutchins                | 5–7, 7–5, [10–7]            |
| Win     | 8–9   | Th10 năm 2012    | Japan Open, Japan                                    | 500 Series    | Hard     | Alexander Peya     | Leander Paes Radek Štěpánek                | 6–3, 7–6(7–5)               |
| Win     | 9–9   | Th10 năm 2012    | Stockholm Open, Sweden (2)                           | 250 Series    | Hard (i) | Marcelo Melo       | Robert Lindstedt Nenad Zimonjić            | 6–7(4–7), 7–5, [10–6]       |
| Win     | 10–9  | Th10 năm 2012    | Valencia Open, Spain                                 | 500 Series    | Hard (i) | Alexander Peya     | David Marrero Fernando Verdasco            | 6–3, 6–2                    |
| Win     | 11–9  | Th1 năm 2013     | Auckland Open, New Zealand                           | 250 Series    | Hard     | Colin Fleming      | Johan Brunström Frederik Nielsen           | 7–6(7–1), 7–6(7–2)          |
| Win     | 12–9  | Th2 năm 2013     | Brasil Open, Brazil (3)                              | 250 Series    | Clay (i) | Alexander Peya     | František Čermák Michal Mertiňák           | 6–7(5–7), 6–2, [10–7]       |
| Win     | 13–9  | Th4 năm 2013     | Barcelona Open, Spain                                | 500 Series    | Clay     | Alexander Peya     | Robert Lindstedt Daniel Nestor             | 5–7, 7–6(9–7), [10–4]       |
| Loss    | 13–10 | tháng 5 năm 2013 | Madrid Open, Spain                                   | Masters 1000  | Clay     | Alexander Peya     | Bob Bryan Mike Bryan                       | 2–6, 3–6                    |
| Loss    | 13–11 | Th6 năm 2013     | Queen's Club Championships, United Kingdom           | 250 Series    | Grass    | Alexander Peya     | Bob Bryan Mike Bryan                       | 6–4, 5–7, [3–10]            |
| Win     | 14–11 | Th6 năm 2013     | Eastbourne International, United Kingdom             | 250 Series    | Grass    | Alexander Peya     | Colin Fleming Jonathan Marray              | 3–6, 6–3, [10–8]            |
| Loss    | 14–12 | Th7 năm 2013     | German Open, Germany                                 | 500 Series    | Clay     | Alexander Peya     | Mariusz Fyrstenberg Marcin Matkowski       | 6–3, 1–6, [8–10]            |
| Win     | 15–12 | Th8 năm 2013     | Canadian Open, Canada                                | Masters 1000  | Hard     | Alexander Peya     | Colin Fleming Andy Murray                  | 6–4, 7–6(7–4)               |
| Loss    | 15–13 | Th9 năm 2013     | US Open, United States                               | Grand Slam    | Hard     | Alexander Peya     | Leander Paes Radek Štěpánek                | 1–6, 3–6                    |
| Win     | 16–13 | Th10 năm 2013    | Valencia Open, Spain (2)                             | 500 Series    | Hard (i) | Alexander Peya     | Bob Bryan Mike Bryan                       | 7–6(7–3), 6–7(1–7), [13–11] |
| Loss    | 16–14 | Th11 năm 2013    | Paris Masters, France                                | Masters 1000  | Hard (i) | Alexander Peya     | Bob Bryan Mike Bryan                       | 3–6, 3–6                    |
| Loss    | 16–15 | Th1 năm 2014     | Qatar Open, Qatar                                    | 250 Series    | Hard     | Alexander Peya     | Tomáš Berdych Jan Hájek                    | 2–6, 4–6                    |
| Loss    | 16–16 | Th1 năm 2014     | Auckland Open, New Zealand (2)                       | 250 Series    | Hard     | Alexander Peya     | Julian Knowle Marcelo Melo                 | 6–4, 3–6, [5–10]            |
| Loss    | 16–17 | Th3 năm 2014     | Indian Wells Masters, United States                  | Masters 1000  | Hard     | Alexander Peya     | Bob Bryan Mike Bryan                       | 4–6, 3–6                    |
| Win     | 17–17 | Th6 năm 2014     | Queen's Club Championships, United Kingdom           | 250 Series    | Grass    | Alexander Peya     | Jamie Murray John Peers                    | 4–6, 7–6(7–4), [10–4]       |
| Loss    | 17–18 | Th6 năm 2014     | Eastbourne International, United Kingdom             | 250 Series    | Grass    | Alexander Peya     | Treat Huey Dominic Inglot                  | 5–7, 7–5, [8–10]            |
| Loss    | 17–19 | Th7 năm 2014     | German Open, Germany (2)                             | 500 Series    | Clay     | Alexander Peya     | Marin Draganja Florin Mergea               | 4–6, 5–7                    |
| Win     | 18–19 | Th8 năm 2014     | Canadian Open, Canada (2)                            | Masters 1000  | Hard     | Alexander Peya     | Ivan Dodig Marcelo Melo                    | 6–4, 6–3                    |
| Win     | 19–19 | tháng 5 năm 2015 | Bavarian International Tennis Championships, Germany | 250 Series    | Clay     | Alexander Peya     | Alexander Zverev Mischa Zverev             | 4–6, 6–1, [10–5]            |
| Loss    | 19–20 | Th6 năm 2015     | Stuttgart Open, Germany                              | 250 Series    | Grass    | Alexander Peya     | Rohan Bopanna Florin Mergea                | 5–7, 6–2, [10–7]            |
| Win     | 20–20 | Th11 năm 2015    | Swiss Indoors, Switzerland                           | 500 Series    | Hard (i) | Alexander Peya     | Jamie Murray John Peers                    | 7–5, 7–5                    |
| Win     | 21–20 | Th1 năm 2016     | Sydney International, Australia                      | 250 Series    | Hard     | Jamie Murray       | Rohan Bopanna Florin Mergea                | 6–3, 7–6(8–6)               |
| Win     | 22–20 | Th1 năm 2016     | Australian Open, Australia                           | Grand Slam    | Hard     | Jamie Murray       | Daniel Nestor Radek Štěpánek               | 2–6, 6–4, 7–5               |
| Loss    | 22–21 | Th4 năm 2016     | Monte-Carlo Masters, Monaco (2)                      | Masters 1000  | Clay     | Jamie Murray       | Pierre-Hugues Herbert Nicolas Mahut        | 6–4, 0–6, [6–10]            |
| Loss    | 22–22 | Th7 năm 2016     | Canadian Open, Canada                                | Masters 1000  | Hard     | Jamie Murray       | Ivan Dodig Marcelo Melo                    | 4–6, 4–6                    |
| Win     | 23–22 | Th9 năm 2016     | US Open, United States                               | Grand Slam    | Hard     | Jamie Murray       | Pablo Carreño Busta Guillermo García-López | 6–2, 6–3                    |
| Loss    | 23–23 | Th1 năm 2017     | Sydney International, Australia                      | 250 Series    | Hard     | Jamie Murray       | Wesley Koolhof Matwé Middelkoop            | 3–6, 5–7                    |
| Win     | 24–23 | Th3 năm 2017     | Mexican Open, Mexico                                 | 500 Series    | Hard     | Jamie Murray       | John Isner Feliciano López                 | 6–3, 6–3                    |
| Win     | 25–23 | Th6 năm 2017     | Stuttgart Open, Germany                              | 250 Series    | Grass    | Jamie Murray       | Oliver Marach Mate Pavić                   | 6–7(4–7), 7–5, [10–5]       |
| Win     | 26–23 | Th6 năm 2017     | Queen's Club Championships, United Kingdom (2)       | 500 Series    | Grass    | Jamie Murray       | Julien Benneteau Édouard Roger-Vasselin    | 6–2, 6–3                    |
| Loss    | 26–24 | Th8 năm 2017     | Cincinnati Masters, United States                    | Masters 1000  | Hard     | Jamie Murray       | Pierre-Hugues Herbert Nicolas Mahut        | 6–7(6–8), 4–6               |
| Loss    | 26–25 | Th10 năm 2017    | Japan Open, Japan                                    | 500 Series    | Hard     | Jamie Murray       | Ben McLachlan Yasutaka Uchiyama            | 4–6, 6–7(1–7)               |
| Loss    | 26–26 | Th1 năm 2018     | Qatar Open, Qatar                                    | 250 Series    | Hard     | Jamie Murray       | Oliver Marach Mate Pavić                   | 2–6, 6–7(6–8)               |
| Win     | 27–26 | Th3 năm 2018     | Mexican Open, Mexico (2)                             | 500 Series    | Hard     | Jamie Murray       | Bob Bryan Mike Bryan                       | 7–6(7–4), 7–5               |
| Loss    | 27–27 | Th6 năm 2018     | Queen's Club Championships, United Kingdom           | 500 Series    | Grass    | Jamie Murray       | Henri Kontinen John Peers                  | 4–6, 3–6                    |

## Thống kê sự nghiệp

### Đôi
| Giải Grand Slam    |                 |                 |                 |                 |                 |                 |                 |                 |      |      |     |      |      |     |        |       |
| Úc Mở rộng         | A               | A               | A               | A               | 3R              | 1R              | 1R              | QF              | 2R   | 3R   | 2R  | W    | 1R   | 2R  | 1 / 10 | 16–9  |
| Pháp Mở rộng       | A               | A               | A               | SF              | QF              | QF              | 2R              | 3R              | SF   | 2R   | QF  | 3R   | QF   | 2R  | 0 / 11 | 27–11 |
| Wimbledon          | A               | A               | A               | 1R              | QF              | 2R              | 2R              | 2R              | 3R   | QF   | QF  | QF   | 2R   | QF  | 0 / 11 | 21–11 |
| Mỹ Mở rộng         | A               | A               | A               | QF              | 2R              | 3R              | 2R              | QF              | F    | QF   | 1R  | W    | QF   |     | 1 / 10 | 27–9  |
| Thắng-Bại          | 0–0             | 0–0             | 0–0             | 7–3             | 9–4             | 6–4             | 3–4             | 9–4             | 12–4 | 9–4  | 7–4 | 17–2 | 7–4  | 5–3 | 2 / 42 | 91–40 |
| Giải đấu cuối năm  |                 |                 |                 |                 |                 |                 |                 |                 |      |      |     |      |      |     |        |       |
| World Tour Finals  | Did Not Qualify | Did Not Qualify | Did Not Qualify | Did Not Qualify | Did Not Qualify | Did Not Qualify | Did Not Qualify | Did Not Qualify | SF   | RR   | DNQ | SF   | SF   |     | 0 / 4  | 8–7   |
| ATP Masters Series |                 |                 |                 |                 |                 |                 |                 |                 |      |      |     |      |      |     |        |       |
| Indian Wells       | A               | A               | A               | A               | 1R              | 1R              | 1R              | 1R              | SF   | F    | 1R  | QF   | SF   | 2R  | 0 / 10 | 13–10 |
| Miami              | A               | A               | A               | A               | QF              | 1R              | 1R              | 1R              | 1R   | QF   | SF  | 1R   | QF   | 2R  | 0 / 10 | 10–10 |
| Monte Carlo        | A               | A               | A               | A               | 2R              | QF              | F               | 1R              | 2R   | QF   | QF  | F    | QF   | 2R  | 0 / 10 | 12–10 |
| Rome               | A               | A               | A               | A               | SF              | 2R              | A               | A               | 2R   | 2R   | 2R  | QF   | 2R   | SF  | 0 / 8  | 6–8   |
| Madrid (Stuttgart) | A               | A               | A               | A               | SF              | 1R              | 2R              | A               | F    | QF   | 1R  | 2R   | QF   | QF  | 0 / 9  | 9–9   |
| Canada             | A               | A               | A               | A               | 2R              | A               | 2R              | A               | W    | W    | SF  | F    | 2R   |     | 2 / 7  | 14–5  |
| Cincinnati         | A               | A               | A               | A               | 2R              | A               | 2R              | 2R              | QF   | QF   | 2R  | 2R   | F    |     | 0 / 8  | 9–8   |
| Thượng Hải         | Not Held        | Not Held        | Not Held        | Not Held        | 2R              | A               | QF              | 2R              | A    | QF   | 1R  | QF   | SF   |     | 0 / 7  | 5–7   |
| Paris              | A               | A               | A               | QF              | 2R              | A               | QF              | QF              | F    | 2R   | 2R  | 2R   | SF   |     | 0 / 7  | 7–7   |
| Thắng-Bại          | 0–0             | 0–0             | 0–0             | 1–1             | 7–9             | 0–5             | 11–8            | 1–5             | 10–5 | 14–8 | 8–9 | 9–9  | 14–9 | 5–5 | 2 / 75 | 85–73 |
| Xếp hạng cuối năm  | 241             | 1637            | 192             | 23              | 22              | 35              | 19              | 19              | 3    | 10   | 22  | 3    | 10   |     |        |       |

### Đôi nam nữ
| Giải Grand Slam |     |     |     |     |     |      |      |     |     |     |     |        |       |
| Úc Mở rộng      | A   | 1R  | 1R  | A   | QF  | 2R   | QF   | SF  | W   | 2R  | SF  | 1 / 9  | 17–7  |
| Pháp Mở rộng    | A   | QF  | 2R  | QF  | 1R  | QF   | SF   | 1R  | QF  | 1R  | A   | 0 / 9  | 12–9  |
| Wimbledon       | 1R  | 2R  | 3R  | 1R  | 2R  | F    | QF   | QF  | 2R  | SF  | QF  | 0 / 11 | 17–9  |
| Mỹ Mở rộng      | A   | 1R  | 1R  | QF  | W   | SF   | W    | 1R  | QF  | QF  |     | 2 / 9  | 19–7  |
| Thắng-Bại       | 0–1 | 3–4 | 3–4 | 4–3 | 8–3 | 10–4 | 12–4 | 5–4 | 9–2 | 6–3 | 5–1 | 3 / 38 | 65–32 |